# Пищёвское сельское поселение
Пищёвское сельское поселение, во времена СССР Пищевский сельский совет  — упразднённое в 2010 году муниципальное образование и административно-территориальная единица в Шарьинском районе Костромской области России. 

## История
Пищёвское сельское поселение образовано 30 декабря 2004 года в соответствии с Законом Костромской области № 237-ЗКО. Согласно Закону, установлены статус и границы муниципального образования.
22 июня 2010 года, в соответствии с Законом Костромской области № 626-4-ЗКО Пищёвское сельское поселение было упразднено и вошло в состав Шангского сельского поселения.

## Состав сельского поселения
д. Большое Варакино, д. Вардугино, д. Денисово, д. Дюково, кордон Дюковское лесничество, д. Кораблиха, д. Кучериха, д. Малое Варакино, д. Матвеевка, д. Минино, д. Обуховица, д. Пищёвка, д. Пятунино, д. Симоново, д. Яковлиха.